# 植物工廠

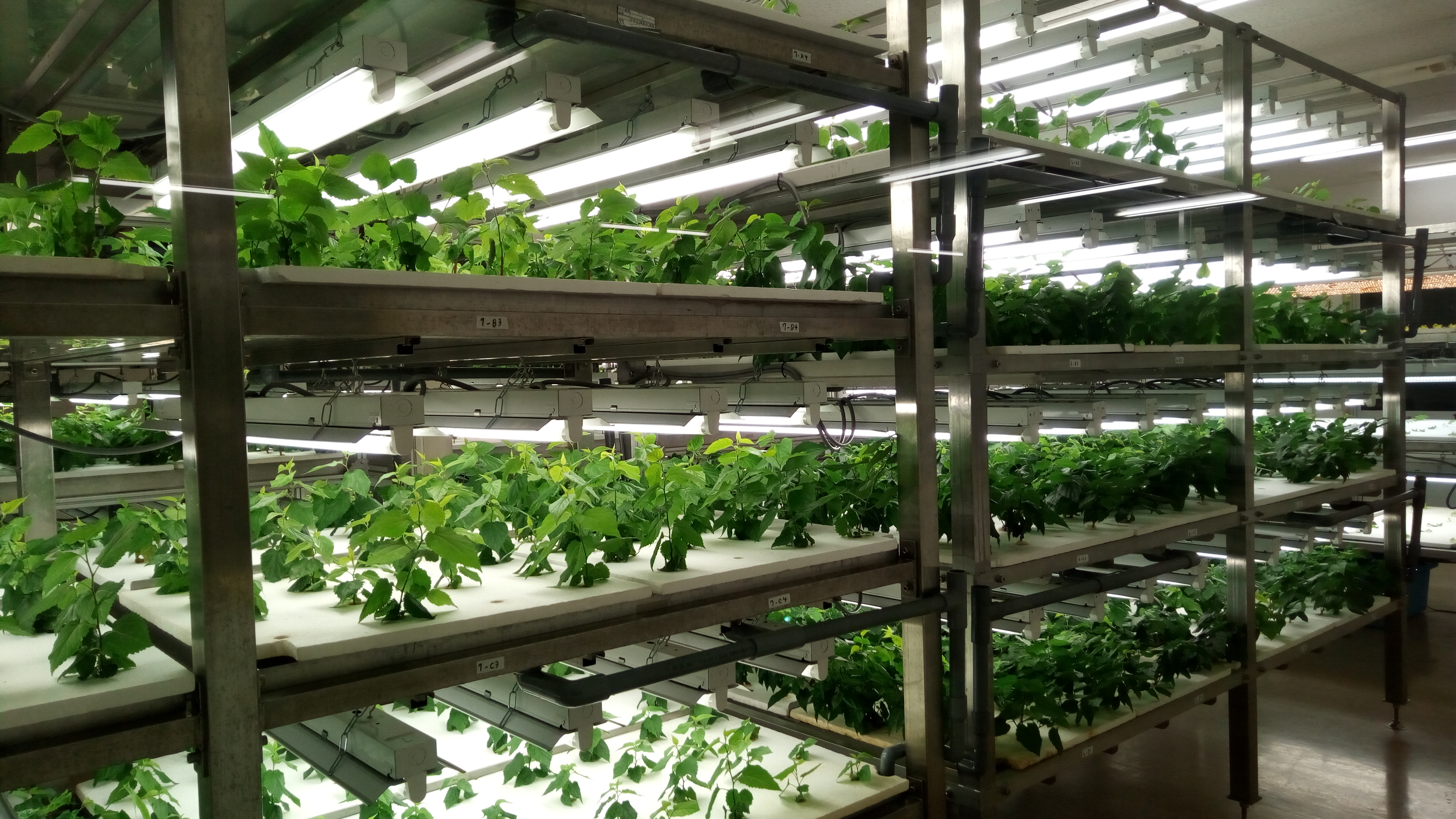
設於室內的水耕系統

植物工廠是一個封閉的成長系統，該設施人工控制光溫度、濕度和二氧化碳濃度，使種植者能夠一年四季常年生產量產蔬菜。

## 歷史
植物工廠的邏輯來自於垂直農業，是希望能把傳統農業的平面種植再更集約，因此提出用垂直堆疊的方式種植。「垂直農業」一詞是Gilbert Ellis Bailey在他1915年所著的《垂直農業》一書中所創造。
1957年丹麥克里斯滕森農場，據說是世界上第一座植物工廠。

## 植物工廠的完全控制型
植物工廠的完全控制型，已經從外面看，完全可以控制的環境，即人工切斷封閉的空間光源，各類空調設備，是指植物工廠開展生產用營養液培養。
一般開放培養相比，它是有優勢，以下缺點。

### 優勢

#### 穩定供應
不會受到氣候變化及病原菌和害蟲的影響，固定的營養等及品質穩定的質量。

#### 高安全性
因為沒有侵入的病原體和害蟲，用於預防和去除那些農藥噴灑它也不必要，可以通過無農藥，以確保生產。此外，該細菌更少，因為沒有土壤或類似物的沉積，不洗，或可以吃只有簡單的洗滌，也可以減少勞動力和水的成本。有了這些，食品服務行業也已在使用。

#### 高速生產
水耕連作的傷害是不會造成的。另外，通過控制光強度、溫度、濕度和二氧化碳濃度，產生對植物生長的最佳環境，促進植物生長。

#### 集約利用土地
通過根據植物的矩的大小移動苗，能夠在最大密度培養，進一步，設置於和對角線排列的多個貨架的階段，土地它可以進一步提高利用效率。

#### 在勞工福利
栽培技術可以標準化，農業知識匱乏人士也可以兼職。此外，因為工作環境簡單，可以由老年人和殘疾人工作的庇護工場存在著植物工廠運作。

### 缺點

#### 生產成本高
為了建立工廠，有必要調整各類型的設備，有必要為較高的初始投資。此外，成本，如生產所需的水、電費用也相當高。光源（為植物發展的高壓鈉燈、熒光燈、LED、植物燈等）的電力成本，從光源，用於維護的其它合適的溫度，如空調費用產生的熱的冷卻，並且需要考量設施所處位置的運輸與種植。
再者，市面上大多數的植物工廠設計不符合人體工學，在人力的使用上效率低下，因此人事成本也急遽上升。

#### 種植較少項目
上述高生產成本經濟上可行是有限的，必須生產高單位經濟作物投資才有辦法回本。
在未來，如果能找到一種可模組化的植物工廠設計，將每個部份簡單化至符合經濟條件，那將會造成新的農業革命。

目前世界上的所有植物工廠皆面臨高昂成本的問題，用"過當"的設備與技術來栽培(無塵室、溫控、育苗等)，超出植物所需生長條件的設施只是浪費成本的行為。更重要的是，農業需要面對的不只是生產問題，更重要的是建立起完善的銷售通路。一昧的提高作物價格並不會增加收入，只會讓自己的客群減少且更容易被廢棄。
以源鮮智慧農場為例，標榜日產量達1.6公噸，單位面積產能超過一般農業的100倍，主打安全純淨生菜萵苣為主。但其高昂的售價與不合理的生產數據(根據農糧署112年3月的資訊，田地中短期葉菜類的平均每坪產量約為6.78公斤)，使其必須以其他的手段來增加收入(觀光、股票、補助等)。
植物工廠的核心思想價值應為「降低成本，提高產量，找出種植邏輯」，唯有使用"適當"的設備與"簡單有效"的種植生產模式，才能經得起市場的考驗。

## 陽光利用類型植物工廠
陽光利用型植物工廠，作為基於利用太陽光，在陰雨天氣、多雲天氣等，計劃生產的時間在溫室等一個半封閉的環境中進行。陽光利用類型植物工廠，大部分簡稱為玻璃房子，溫室的區別也很困難，實際上，以該設施可以作為植物工廠被稱為的程度是否，該定義不明確。

### 相比於人工光源的全控型植物工廠
- 優點：
  - 該光源主要在陽光下，成本低。
  - 低生產成本，不須完全生產高單位經濟作物，投資上壓力不至於太高。
  - 維修費用只需要比完全控制型小。
- 缺點：
  - 雖然工廠的全面控制類型是安裝的位置沒有限制，太陽光利用類型的農田中，無法在高樓旁遮蔽下設立[9]。
  - 由於設施半封閉狀態，為了應付由於太陽光導致溫度上升，以引入室外空氣。在這種情況下，可能面臨病原體等細菌入侵。
  - 環境因素極大的左右植物生長狀況與產量。

### 引用
1. ↑  Wang, Audrey. . Taiwan Today. 14 January 2011  [2016-10-12]. （原始内容存档于2016-03-03）.
2. ↑  . Fresh Plaza. 4 June 2010. （原始内容存档于July 16, 2012）.
3. ↑  Derbyshire, David. . The Daily Mail. 3 June 2009. （原始内容存档于7 February 2010）.
4. ↑  森康裕, 高辻正基 & 石原隆司 2015，第14頁.
5. ↑  森康裕, 高辻正基 & 石原隆司 2015，第50-69頁.
6. ↑  .   [2023-03-13]. （原始内容存档于2023-03-13）.
7. ↑  .   [2023-03-13]. （原始内容存档于2023-03-25）.
8. ↑  .   [2023-03-12]. （原始内容存档于2023-03-12）.
9. ↑  (森康裕, 高辻正基 & 石原隆司 2015，第12頁)

### 書目
- （中文） 高辻正基著、方煒譯. . 財團法人豐年社. ISBN 978-957-9157-54-4.
- （日語） 日本生物環境工学会『植物環境工学 』vo24 日本生物環境工学会 2012年
- （日語） 高辻正基. . 日本工業新聞社. 1990. ISBN 4819105779.
- （日語） 森康裕; 高辻正基; 石原隆司, , 今日からモノ知りシリーズ, 日刊工業新聞社, 2015, ISBN 9784526074745

## 外部連結
- （日語） 植物工場の普及拡大（経済産業省HP） （页面存档备份，存于）
- （日語） 植物工場の普及拡大に向けて（農林水産省HP）
- （日語） 植物工場研究センター - 大阪府立大学
- （日語） NPO植物工場研究会 （页面存档备份，存于）
- （日語） 生産者のための人工光型植物工場協議会 （页面存档备份，存于）
- （日語） 一般社団法人日本水耕栽培推進協議会
- （英文） Modular vertical farm should have the elements of success, quantification, data,tools （页面存档备份，存于）